# MR.RAINDROP
《MR.RAINDROP》是amplified乐队的第一张单曲，发售于2006年9月12日，这张单曲中的同名曲目「MR.RAINDROP」作为动画《银魂》的片尾曲而闻名。这首歌同时也被收录于专辑《TURN IT UP!》中。

## 曲目列表
1. MR.RAINDROP – 2:40
2. BACK TOGETHER – 4:07